# Zonotop
Ein Zonotop bezeichnet in der Geometrie die Minkowski-Summe von Strecken (der Generatoren des Zonotops). Es ist also {\displaystyle Z:=[-1,1]v_{1}+\cdots +[-1,1]v_{k}} ein Zonotop im d-dimensionalen Raum, falls {\displaystyle v_{1},\ldots ,v_{k}} Vektoren mit d Einträgen sind.

## Eigenschaften
Ein Zonotop ist immer ein konvexes Polytop, und nach der hier gewählten Definition ist der Ursprung das Zentrum des Zonotops. Jedes Zonotop ist punktsymmetrisch zu seinem Zentrum. Jede Facette eines Zonotops ist wiederum ein Zonotop. Das obige Zonotop ist eine Projektion des k-dimensionalen Einheitswürfels in den d-dimensionalen Raum, also in Matrixnotation
{\displaystyle Z:=PQ}, wobei {\displaystyle P:={\begin{pmatrix}v_{1}&\cdots &v_{k}\end{pmatrix}}} die Matrix mit den Generatoren als Spalten eine Projektion und {\displaystyle Q:={\begin{pmatrix}[-1,1]\\\vdots \\{}[-1,1]\end{pmatrix}}} den Einheitswürfel darstellt.

## Zonoeder
Ein Zonotop im 3-dimensionalen Raum wird als Zonoeder bezeichnet. Dabei wird meist vorausgesetzt, dass sich das Zonoeder nicht auf eine Ebene beschränkt, die Generatoren also nicht koplanar sind.

### Konstruktion eines Zonoeders
Ecken, Kanten und Facetten eines Zonoeders können aus den Generatoren konstruiert und dann zum Beispiel graphisch dargestellt werden.
Dabei ist die rekursive Konstruktion besonders anschaulich: Zu einem bereits konstruierten Zonoeder wird eine neue Strecke hinzuaddiert. Zum Beispiel soll zum bereits konstruierten 3-dimensionalen Einheitswürfel {\displaystyle Q} das Segment {\displaystyle [-1,1]v} mit {\displaystyle v:=(1,1,1)^{\mathsf {T}}} hinzuaddiert werden. Dazu wird der Würfel entlang der Kanten aufgeschnitten, die das Segment berühren. Danach werden die Hälften jeweils um den Vektor {\displaystyle v} und {\displaystyle -v} verschoben und die entstandene Lücke durch die neue Zone geschlossen.

Würfel aufschneiden
Hälften heben
Lücke füllen

## Beispiel
Das Zonoeder mit den Generatoren
{\displaystyle {\begin{pmatrix}1\\1\\0\end{pmatrix}},{\begin{pmatrix}1\\-1\\0\end{pmatrix}},{\begin{pmatrix}1\\0\\1\end{pmatrix}},{\begin{pmatrix}1\\0\\-1\end{pmatrix}},{\begin{pmatrix}0\\1\\1\end{pmatrix}},{\begin{pmatrix}0\\1\\-1\end{pmatrix}}}
stellt den Oktaederstumpf  dar.